# Karangkembang (Alian)
Karangkembang is een bestuurslaag in het regentschap Kebumen van de provincie Midden-Java, Indonesië. Karangkembang telt 3014 inwoners (volkstelling 2010).